# Bar (måttenhet)
Bar (efter grekiskans baros, 'tyngd', 'vikt') är en enhet för tryck. Den definieras som 100 kPa vilket motsvarar 100 000 Pa = 100 000 N/m² ≈ 10 mVp. Enheten är vanlig inom meteorologin eftersom 1 bar är ungefär lika med lufttrycket vid havsytan (± 5 %). Enheten används allt mindre i Sverige men finns fortfarande kvar inom den kommersiella högtryckshydrauliken och inom dykning. För en komplett omvandlingstabell se tryck.

## Omvandlingstabell
| Omvandlingstabell för tryckenheter | Omvandlingstabell för tryckenheter | Omvandlingstabell för tryckenheter | Omvandlingstabell för tryckenheter | Omvandlingstabell för tryckenheter | Omvandlingstabell för tryckenheter | Omvandlingstabell för tryckenheter | Omvandlingstabell för tryckenheter |
| v • r                              | Pascal                             | bar (a)                            | Atmosfär                           | Teknisk atmosfär                   | Torr                               | Skålpunds-kraft per kvadrattum     | cm vattenpelare                    |
| v • r                              | [Pa]                               | [bar]                              | [atm]                              | [at]                               | [Torr]≈[mmHg]                      | [psi]                              | [cmH2O]                            |
| ---------------------------------- | ---------------------------------- | ---------------------------------- | ---------------------------------- | ---------------------------------- | ---------------------------------- | ---------------------------------- | ---------------------------------- |
| 1 Pa                               | ≡ 1 N/m2                           | 10−5                               | 9,8692×10−6                        | 1,0197×10−5                        | 7,5006×10−3                        | 145,04×10−6                        | 0,0101972                          |
| 1 bar (a)                          | 100 000                            | ≡ 106 dyn/cm2                      | 0,98692                            | 1,0197                             | 750,06                             | 14,5037744                         | 1019,72                            |
| 1 atm                              | 101 325                            | 1,01325                            | ≡ 1 atm                            | 1,0332                             | 760                                | 14,696                             | 1033,23                            |
| 1 at                               | 98 066,5                           | 0,980665                           | 0,96784                            | ≡ 1 kgf/cm2                        | 735,56                             | 14,223                             | 1000,02                            |
| 1 Torr                             | 133,322                            | 1,3332×10−3                        | 1,3158×10−3                        | 1,3595×10−3                        | ≡ 1 Torr; ≈ 1 mmHg                 | 19,337×10−3                        | 1,35951                            |
| 1 psi                              | 6,894×103                          | 68,948×10−3                        | 68,046×10−3                        | 70,307×10−3                        | 51,715                             | ≡ 1 lbf/tum2                       | 70,3072                            |
| 1 cmH2O                            | 98,0665                            | 0,980665×10−3                      | 0,967838×10−3                      | 9,99984×10−4                       | 0,73556                            | 0,0142233                          | ≡ 1 cmH2O                          |

## Millibar
Millibar är samma sak som tryckenheten hektopascal (hPa). 1000 mbar motsvarar 750 mmHg. En fysikalisk atmosfär (atm) är 1013 millibar eller 760 mmHg. En teknisk atmosfär (at) är 736 mmHg.

## Notationer för absolut- och övertryck
Inom litteraturen förekommer en mängd olika sätt att notera huruvida det är absolut- eller övertryck som avses. Nedan följer ett antal exempel.
- bar (a), eller bara avser absoluttryck.
- bar (ö), avser övertryck och används ofta i Sverige.
- bar (e), avser övertryck och används internationellt.
- barg eller bar (g), där g står för gauge avser övertryck och används i USA och Storbritannien.

## Enheterna bar och MPa inom den kommersiella högtryckshydrauliken
Inom den kommersiella högtryckshydrauliken används i huvuvudsak bar som enhet för tryck, även om MPa (megapascal) blir allt vanligare i dessa sammanhang. Bakgrunden till användningen av bar ligger i det faktum att den minsta enheten som är intressant i sammanhangen energiöverföring och kraft inom högtryckshydrauliken är cirka 1 bar. 1 bar är också en intuitivt lättfattlig enhet när det gäller tryck i dessa sammanhang, genom att 1 bar överslagsmässigt motsvarar trycket av vikten 1 kg/cm². Genom att både bar och pascal baseras på SI-enheten för tryck N/m² (newton per kvadratmeter = pascal) kan båda begreppen användas där det endast skiljer på en faktor 10: 1 bar (a) = 0,1 MPa.
I de anglosaxiska länderna, främst i USA, används dock i stor utsträckning fortfarande PSI som enhet för hydraultryck, oftast parallellt med angivande av trycket i bar. 1 PSI = 1 pound force per square inch, lbf/in² = 0,068 948 bar. De två vanligaste förekommande tryckklasserna för hydraulkomponenter inom den kommersiella högtryckhydrauliken i de anglosaxiska länderna är 3 000 PSI respektive 6 000 PSI. Dessa motsvarar de standardiserade tryckklasserna för hydraulikkomponenter inom Europa – 210 bar respektive 420 bar, det vill säga 21 MPa respektive 42 MPa.

## Användning
För armbandsur anges ofta vattentålighet med ett antal bar. Dessa siffror är enligt en mätstandard i laboratoriemiljö för nya klockor. En tillverkare förtydligar hur dessa siffror skall förstås i praktisk användning av klockan: 
- 3 bar (30 meter). Vattenstänk
- 5 bar (50 meter). Duschning, ytsimning, vattensport på ytan
- 10 bar (100 meter). Vattenskidåkning, enstaka grunda dyk, snorkling
- 30 bar (300 meter). Dykning med tuber[2]